# Paweł Wachnik
Paweł Wachnik, né le 22 juin 1985, est un coureur cycliste polonais. Il fut l'un des meilleurs coureurs amateurs en France dans les années 2000. 

## Biographie
Membre du Parisis Athletic Club 95 en 2004, il rejoint ensuite le CR4C Roanne, avec lequel il obtient ses premiers succès en France. En 2007, il termine quatrième du championnat d'Europe espoirs. 
Il réalise sa meilleure saison en 2008 en remportant cinq courses du calendrier national,. Malgré ces performances, il ne parvient pas à passer professionnel. Après une dernière année décevante en 2009, il met un terme à sa carrière.

## Palmarès
- 2005
  - Trophée de la ville de Cusset
  - 2e de Bourg-Arbent-Bourg
- 2006
  - 3e étape du Circuit de Saône-et-Loire
  - Prix des Centres Leclerc
  - 2e étape du Tour de Corrèze
  - 2e du Grand Prix de Chardonnay
  - 3e de La Durtorccha
  - 3e du championnat de Pologne sur route espoirs
  - 3e du Tour du Tarn-et-Garonne
  - 3e du Tour de la Dordogne
  - 3e de Paris-Auxerre
- 2007
  - 4e étape du Tour de la Dordogne
  - 2eb étape de la Cinturó de l'Empordà
  - 4e du championnat d'Europe sur route espoirs
- 2008
  - Grand Prix Souvenir Jean-Masse
  - Grand Prix Mathias Piston
  - Grand Prix de Vougy
  - Grand Prix de Saint-Étienne Loire
  - 3e étape du Circuit de Saône-et-Loire
  - 3e du Tour Nivernais Morvan

## Classements mondiaux
| Année           | 2005   | 2006 | 2007 | 2008 | 2009 |
| --------------- | ------ | ---- | ---- | ---- | ---- |
| UCI Europe Tour | 1 134e |      | 589e | 812e | 932e |